# Geometrídeos
Geometrídeos (Geometridae) é uma família de insectos da ordem Lepidoptera, conhecida popularmente pelo nome geómetra. Antes da metamorfose, a geómetra dá pelos nomes comuns de lagarta-mede-palmos, ou simplesmente mede-palmos, e medideira. As lagartas caracterizam-se por serem geomensoras, isto é, por se locomoverem de um modo que alude à forma como se mede alguma coisa aos palmos, primeiro com a palma da mão aberta, para logo de seguida juntar o mindinho ao polegar.
Podem ser de dimensões médias ou pequenas, as asas geralmente são triangulares; as larvas encontram-se associadas ao tipo de vegetação da qual se alimentem.

## Adultos
A maioria é de dimensões médias ou pequenas, com envergadura à volta de 3 centímetros, se bem que há variações de tamanho. Muitos geométridas têm o abdómen fino e asas largas. Em general, quando estão em repouso, mantém-nas planas e abertas sobre o substracto do abdómen. Ao contrário dos noctuideos, que costumam manter as asas fechadas sobre o abdómen.
Têm os visos exteriores próprios das borboletas diurnas, apesar de serem rematadamente borboletas nocturnas.
As asas posteriores têm um frénulo que as mantém unidas às asas anteriores. As antenas dos machos costumam ser peludas. As asas e o corpo apresentam, normalmente, um padrão intrincado de linhas ondulantes, que lhes serve para se camuflarem com o ambiente circundante. Nalgumas espécies a fêmea não dispõe de asas ou tem-las atrofiadas e não-funcionais; têm órgãos timpânicos característicos na base do abdómen, ausentes nas fêmeas não-voadoras.

## Lagartas

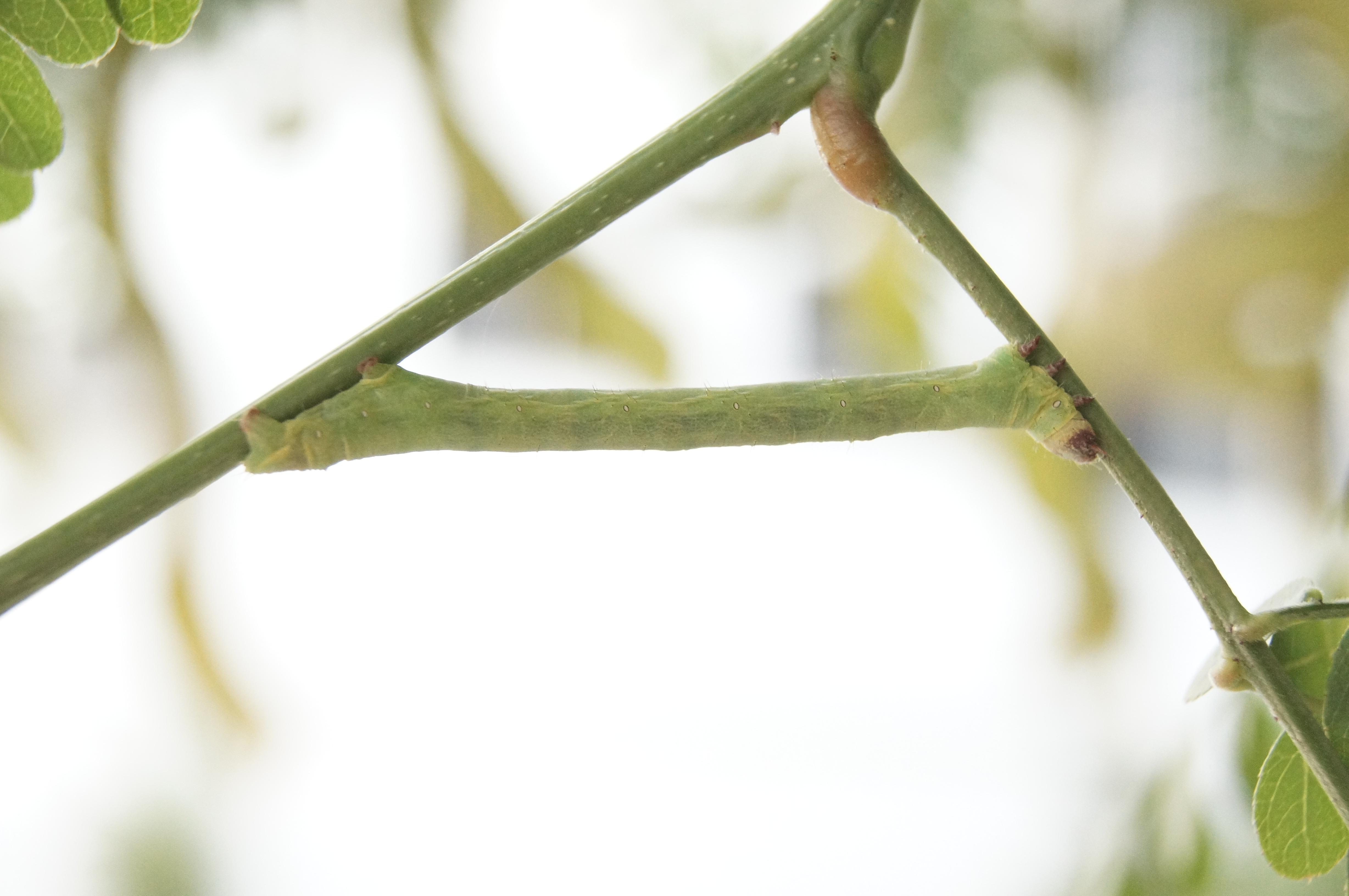
Lagarta-geómetra a imitar um rebento como forma de camuflagem

As larvas denominam-se de lagartas-geómetras ou lagarta-mede-palmos e tendem a ser verdes, cinzentas ou ruças. Ocultam-se dos predadores adoptando uma postura que mimetiza a aparência dum rebento, que brota de uma ramada. Normalmente alimentam-se de folhas, se bem que há algumas que se nutrem de líquenes, flores ou pólenes. Inclusive chega a haver algumas espécies do Havaí, do género Eupithecia, que são carnívoras.
Tem só dois pares de patas falsas no abdómen ( nos segmentos 6.º e 10.º ) ao contrário das lagartas doutros lepidópteros que têm mais patas falsas. Daqui advem a forma típica de deslocação que lhes dá o nome de «mede-palmos» ou «medideiras».

## Taxonomia
Esmam-se cerca de 26 000 espécies agrupadas em nove subfamílias. Contudo, a sistemática desta família ainda é objecto de estudo, pelo que não se encontra ainda perfectivada. É possível que, ulteriormente, algumas das subfamílias, tal como as conhecemos hoje, venham a ser consideradas famílias independentes.

### Subfamílias e géneros[11]
- Alsophilinae
- Archiearinae
- Desmobathrinae
- Ennominae
- Geometrinae
  - Cusuma Moore, 1879[12]
- Larentiinae
- Oenochrominae
- Orthostixinae
- Sterrhinae

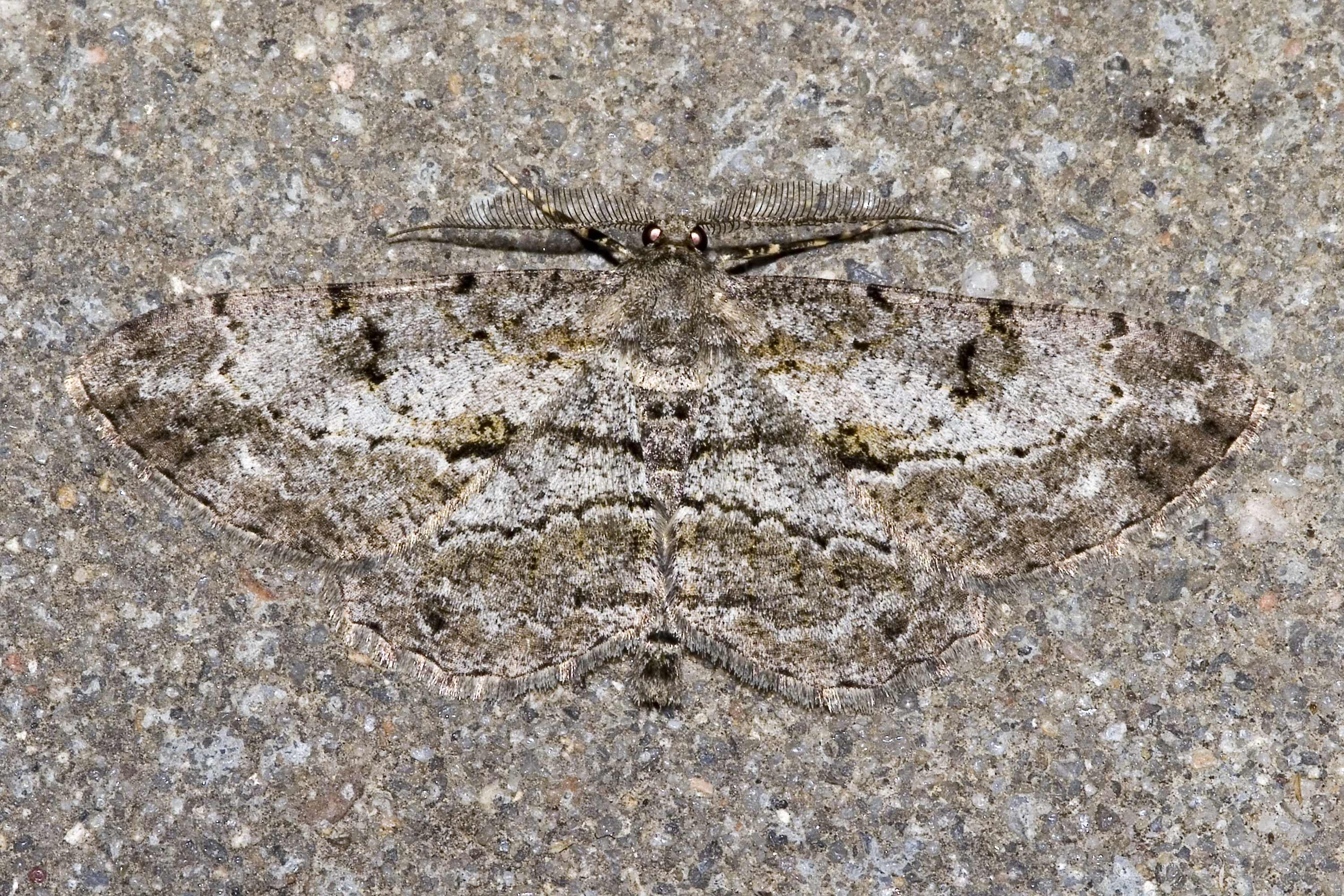
Peribatodes rhomboidaria em repouso, com coloração críptica
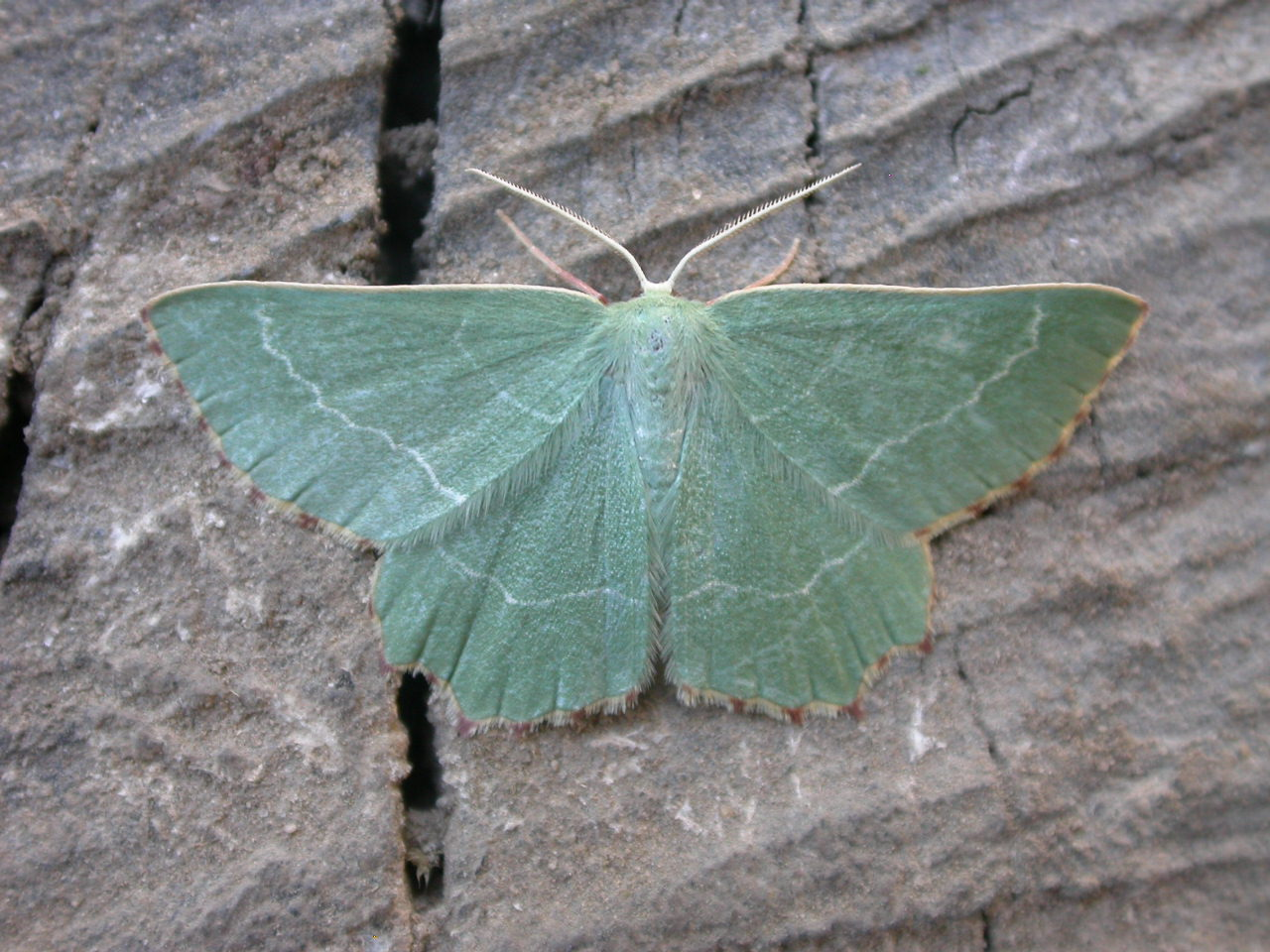
Thalera fimbrialis
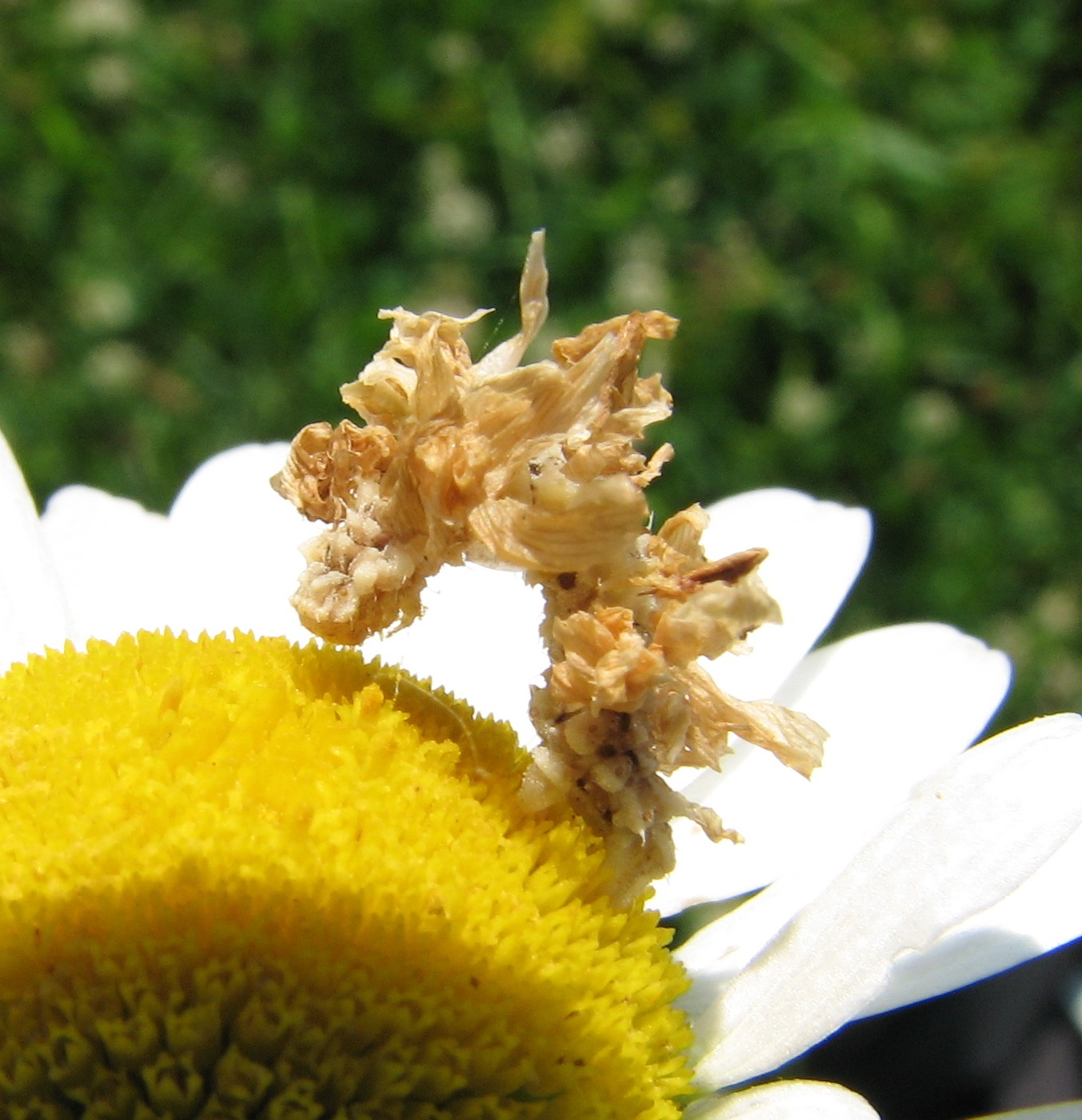
Oruga de Synchlora aerata camuflada entre pedacinhos de pétalas
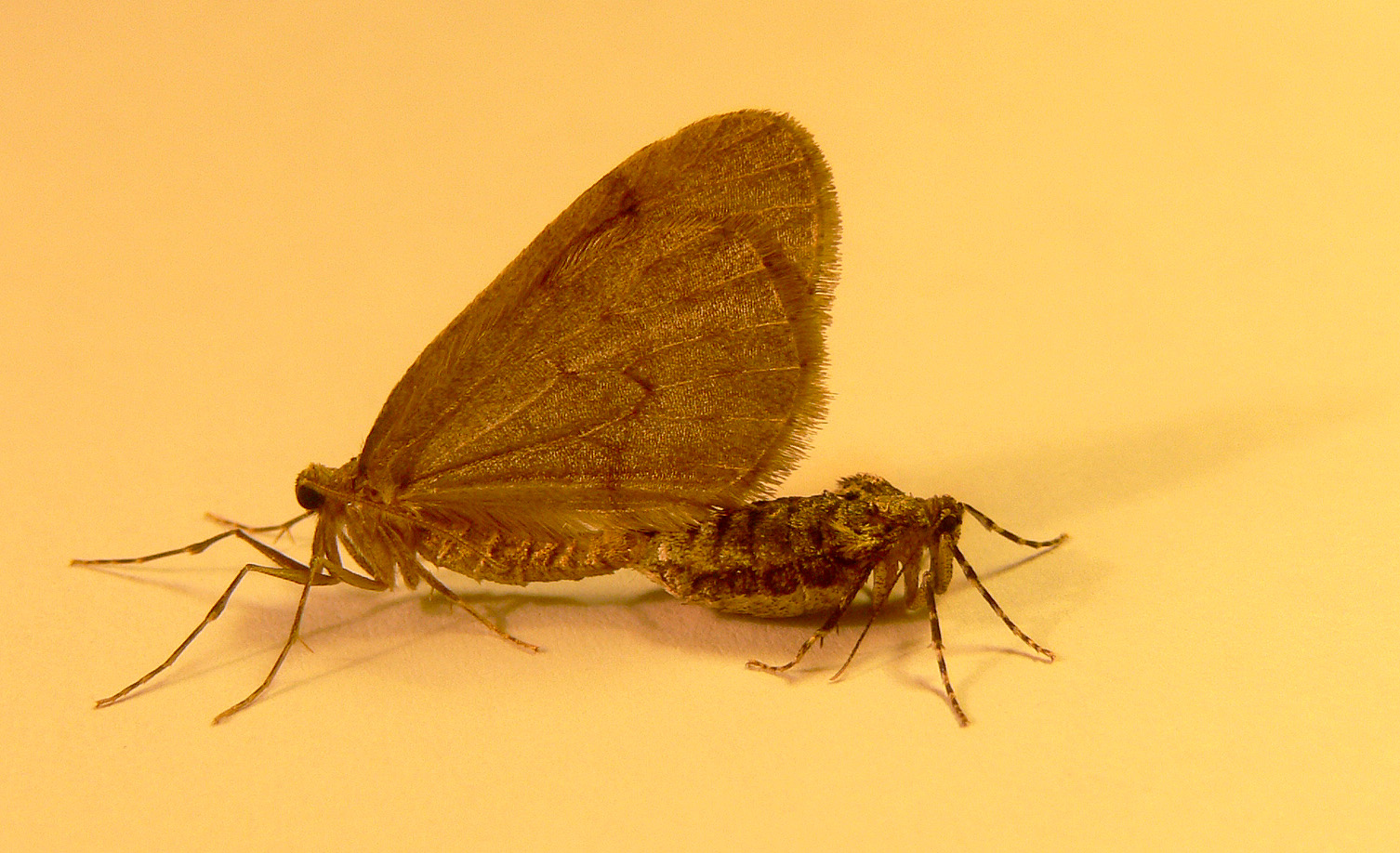
Macho e fêmea de a espécie Operophtera brumata em cópula
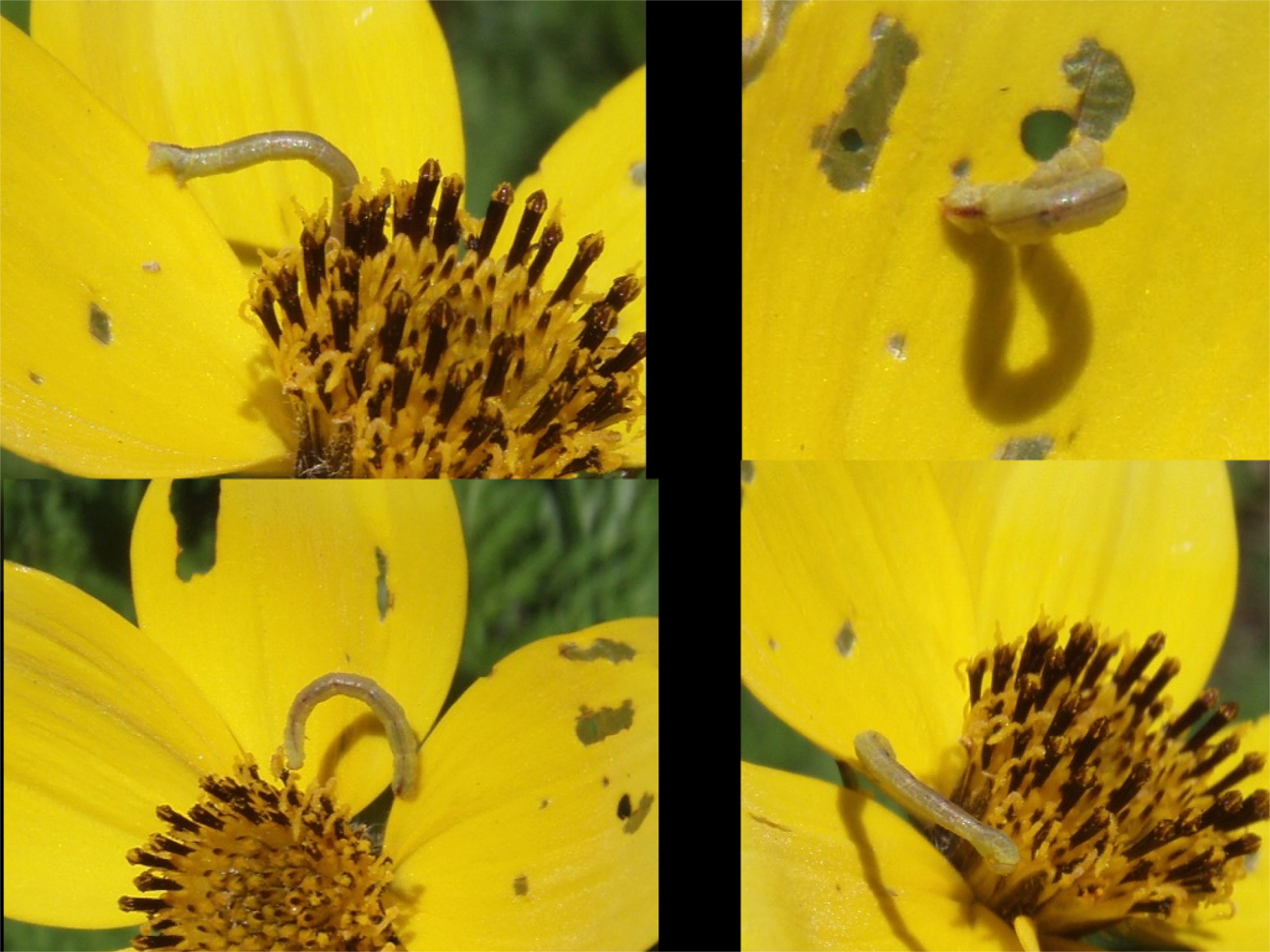
Movimento de uma lagarta-mede-palmos
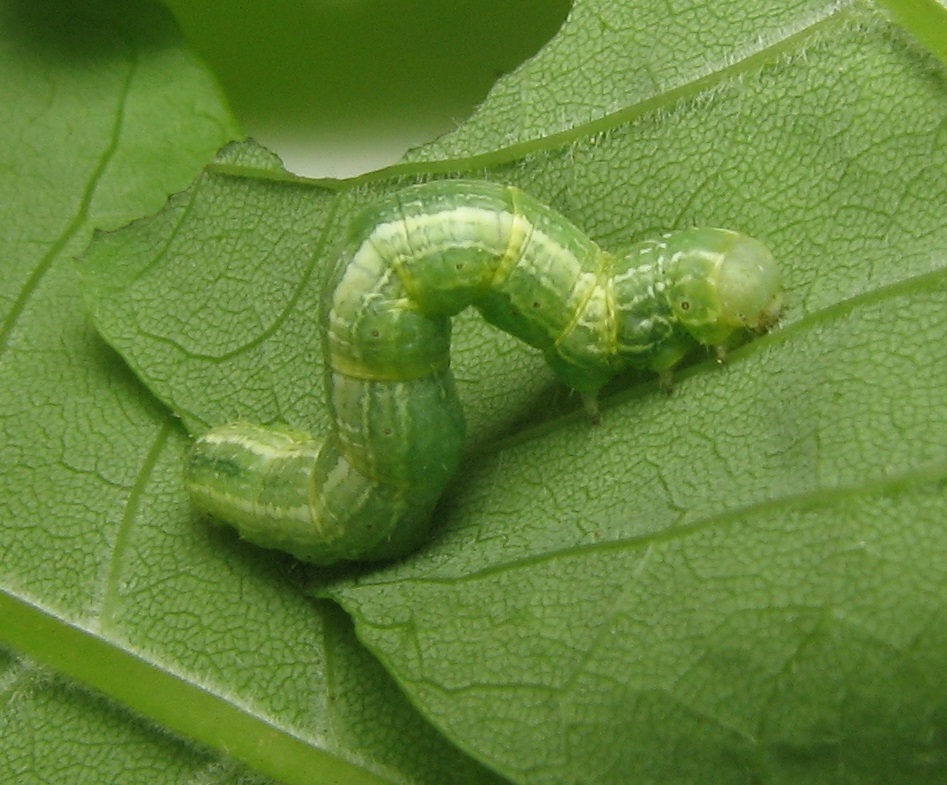
Lagarta de Alsophila pometaria
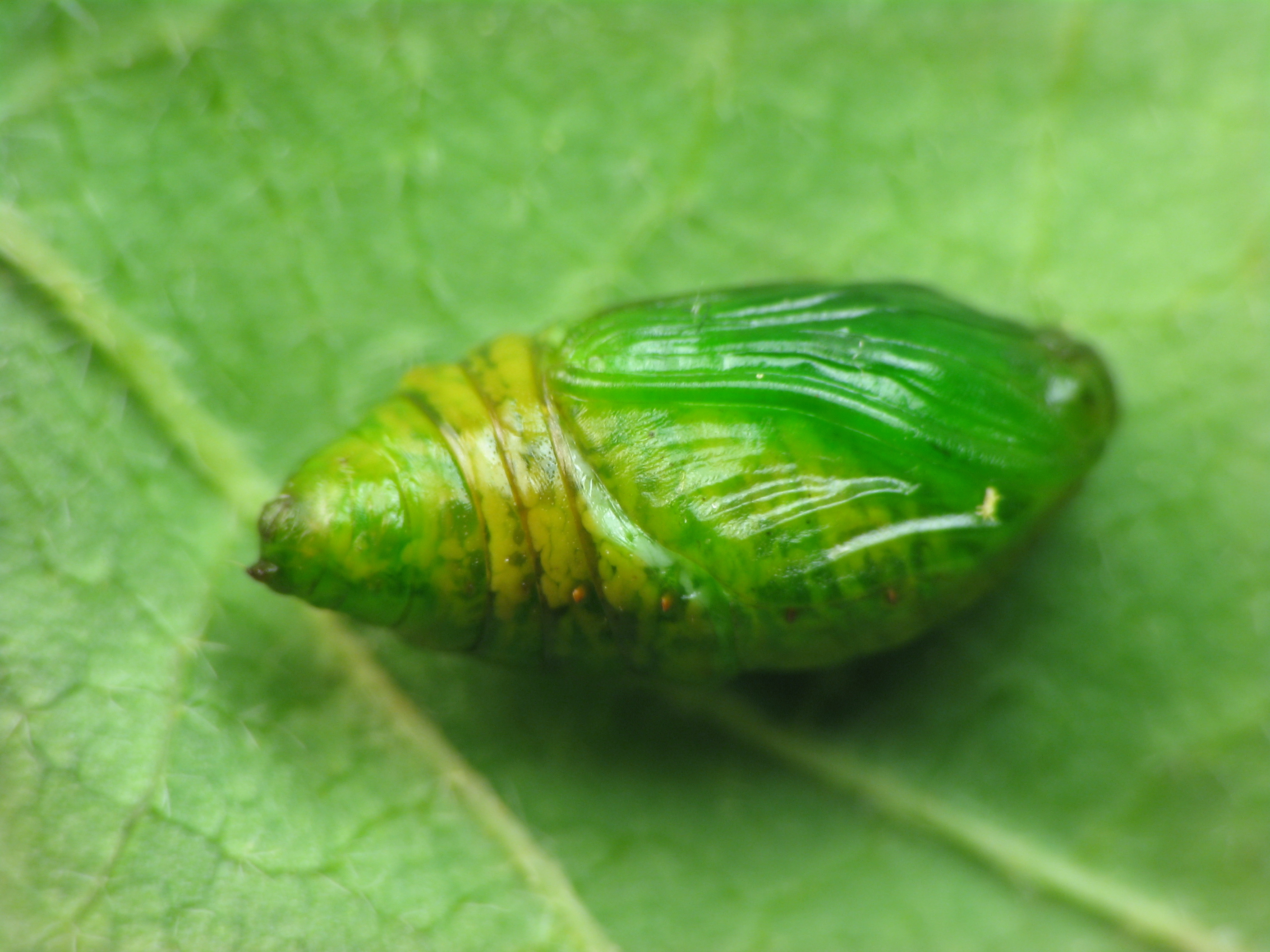
Pupa de Alsophila pometaria
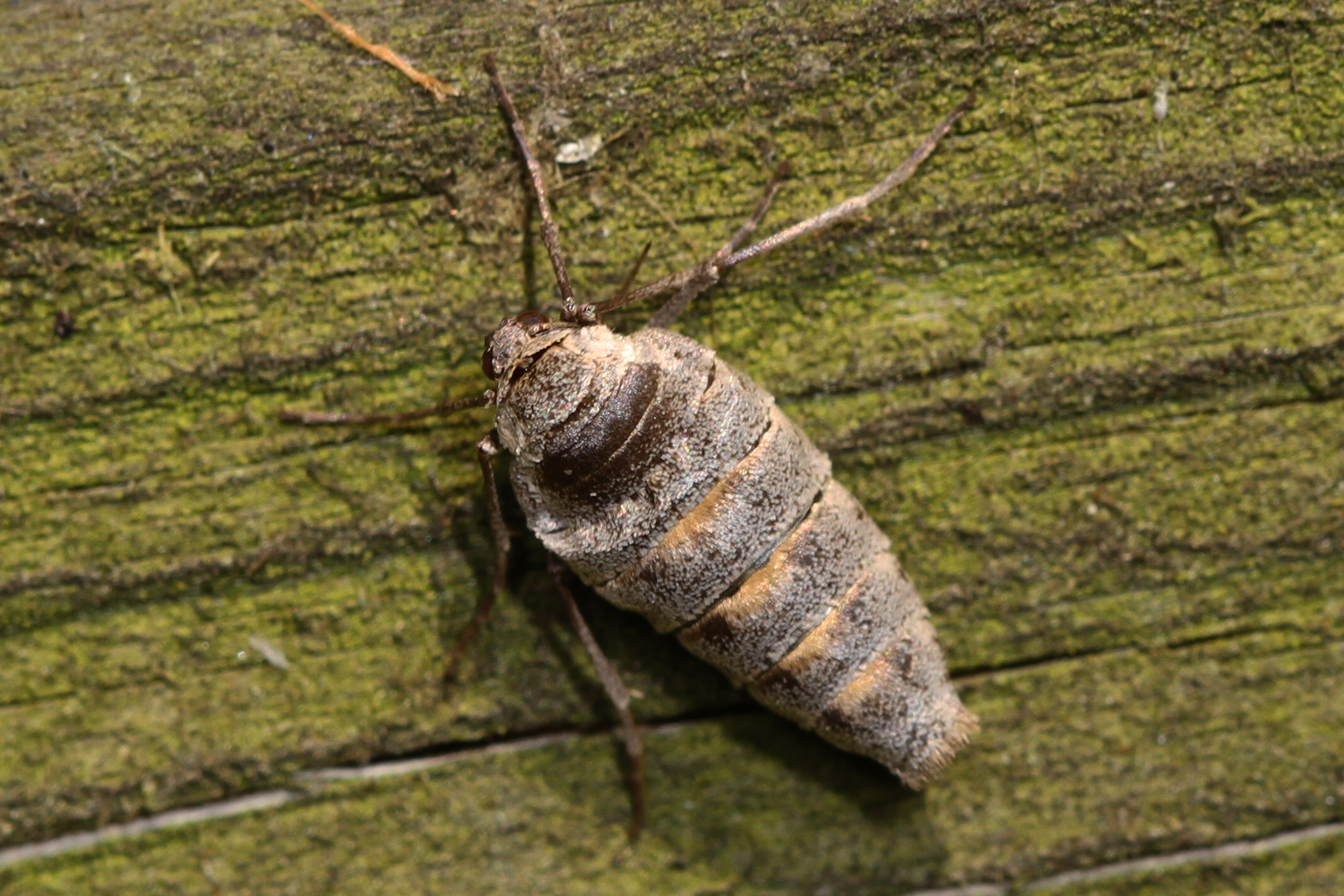
Alsophila pometaria fêmea adulta sem asas
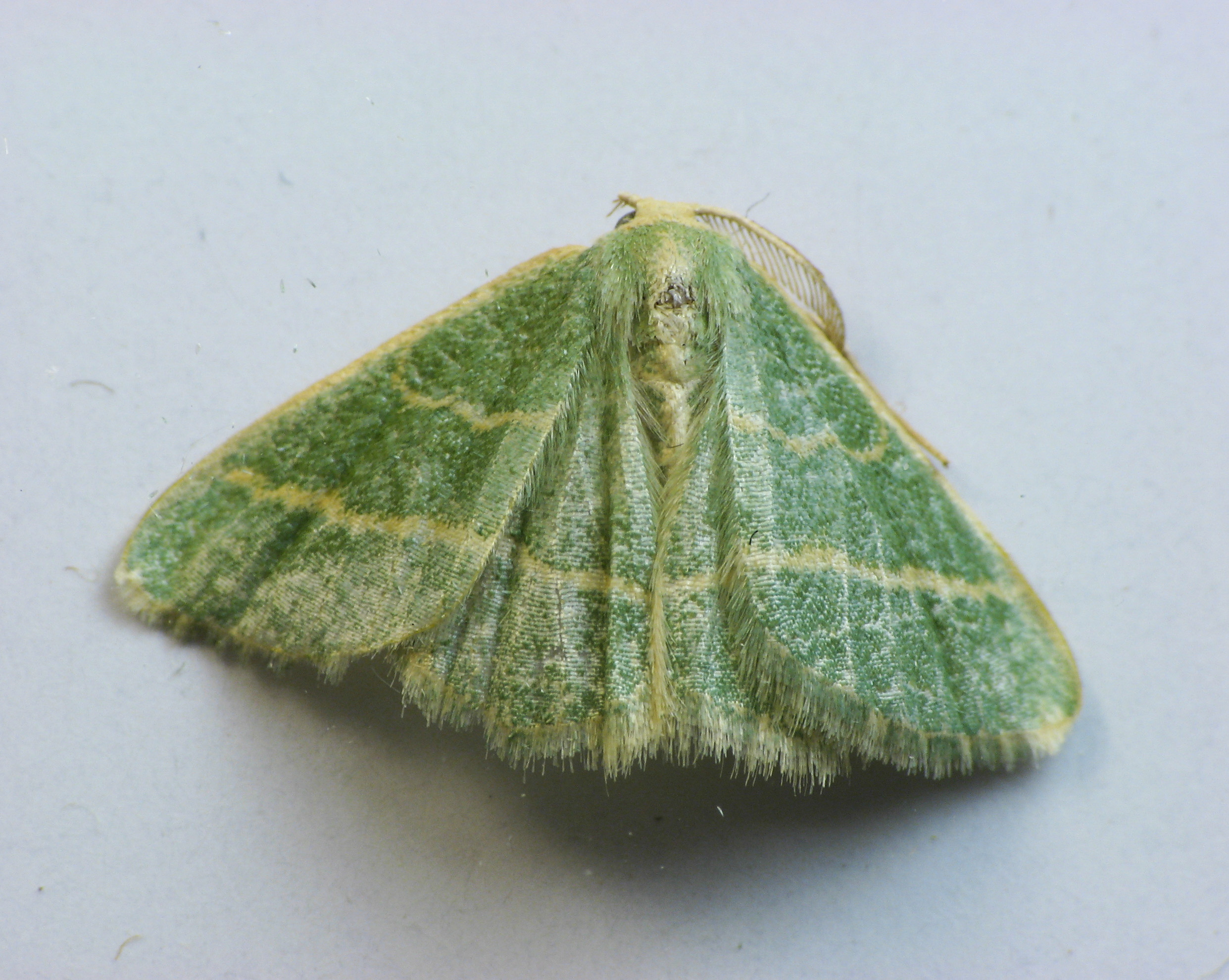
Chlorochlamys chloroleucaria
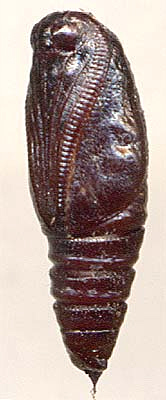
Pupa de Calospilos sylvata
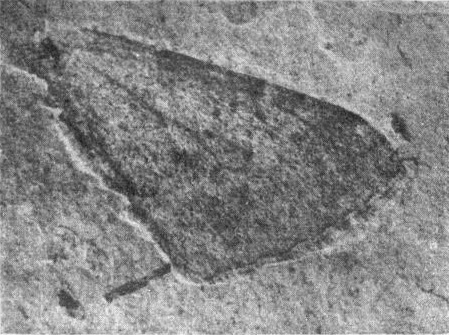
Hydriomena protrita holótipo da asa anterior

## Ligações exteriores
- Lista de espécies de Geométridas de Portugal com fotografias e informação
- Geometridae do Arizona, taxonomia
- Geometridae em Bugguide.net (em inglês)
- Universidade da Flórida
- Butterflies and Moths of North America